# Nicolae Mitea
Nicolae Mitea (* 24. März 1985 in Bukarest) ist ein ehemaliger rumänischer Fußballspieler. Er bestritt insgesamt 80 Spiele in der rumänischen Liga 1 und der niederländischen Eredivisie. Im Jahr 2004 gewann er mit Ajax Amsterdam die niederländische Meisterschaft.

## Karriere
Mitea begann seine Profikarriere in der Saison 2002/03 bei Dinamo Bukarest, mit denen er auf Anhieb rumänischer Pokalsieger wurde. Im Folgejahr wechselte er zu Ajax Amsterdam. Hier konnte er mit sieben Toren in 23 Spielen zum Gewinn des niederländischen Meistertitels 2004 beitragen. In der Folgezeit konnte er sich jedoch aufgrund von Formschwächen und wiederholten kleineren Verletzungen nicht bei Ajax durchsetzen und spielte in den Planungen von Trainer Henk ten Cate und später auch in denen seiner Nachfolger Adrie Koster und Marco van Basten keine Rolle mehr.
Nicolae Mitea unterschrieb daraufhin im Jahr 2008 einen Vier-Jahres-Vertrag bei seinem ehemaligen Verein Dinamo Bukarest, löste diesen jedoch bereits nach einem Jahr wieder auf. Er war anschließend ein Jahr lang ohne Verein, ehe ihn der griechische Klub Ionikos Nikea verpflichtete, der in der zweitklassigen Football League spielte. Im Sommer 2011 kehrte er nach Rumänien zurück, wo er bei Aufsteiger Petrolul Ploiești anheuerte. Von Januar 2012 bis Sommer 2013 war er wieder vereinslos, ehe ihn Erstligist CS Concordia Chiajna unter Vertrag nahm. Dort kam er in der Hinrunde 2013/14 jedoch nicht zum Einsatz. Anfang 2014 wurde sein Vertrag aufgelöst und Mitea beendete seine Karriere.

### Nationalmannschaft
Mitea ist neunfacher rumänischer Nationalspieler (zwei Tore).

## Erfolge
- Niederländischer Meister: 2004
- Niederländischer Pokalsieger: 2007

## Statistik
| Spielzeit | Verein            | Liga            | Spiele | Tore |
| --------- | ----------------- | --------------- | ------ | ---- |
| 2002/03   | Dinamo Bukarest   | Liga 1          | 9      | 0    |
| 2003/04   | Ajax Amsterdam    | Eredivisie      | 23     | 7    |
| 2004/05   | Ajax Amsterdam    | Eredivisie      | 21     | 2    |
| 2005/06   | Ajax Amsterdam    | Eredivisie      | 1      | 1    |
| 2006/07   | Ajax Amsterdam    | Eredivisie      | 8      | 2    |
| 2007/08   | Ajax Amsterdam    | Eredivisie      | 0      | 0    |
| 2008/09   | Dinamo Bukarest   | Liga 1          | 12     | 0    |
| 2010/11   | Ionikos Nikea     | Football League | 0      | 0    |
| 2011/12   | Petrolul Ploiești | Liga 1          | 2      | 1    |
| Total     | Total             | Total           | 76     | 13   |